# José Ruysschaert
José Ruysschaert (né à Renaix, le 11 juin 1914 ; mort à la Cité du Vatican, le 9 janvier 1993) est un bibliothécaire belge, vice-préfet de la Bibliothèque apostolique vaticane. Ses études portent sur l'histoire des bibliothèques, l'archéologie chrétienne et l'étude de la miniature italienne de la Renaissance.

## Biographie
Issu d'une famille de cultivateurs originaire de Russeignies, José Ruysschaert accomplit ses études secondaires d'abord à Lessines, ensuite au petit séminaire de Bonne-Espérance. Ordonné prêtre du diocèse de Tournai en 1939, il obtient le titre de docteur en philologie classique de l'université catholique de Louvain en 1947.
Ruysschaert remplit la fonction de scriptor latin de la Bibliothèque vaticane à partir de 1949, puis celle de vice-préfet de 1965 à 1984. Il meurt le 9 janvier 1993, au retour d'un voyage au Maroc.

## Distinctions
Chanoine honoraire de la cathédrale de Tournai en 1956, Ruysschaert devient également chapelain de Sa Sainteté en 1971 et protonotaire apostolique surnuméraire en 1976. Il est également commandeur de l'ordre de la Couronne et de l'ordre des Palmes académiques. José Ruysschaert reçoit le titre de docteur honoris causa de l'université Paris-Sorbonne en 1978. Il devient vice-président de l'Académie pontificale romaine d'archéologie en 1983.

## Publications
- José Ruysschaert, Juste Lipse et les Annales de Tacite : une méthode de critique textuelle au XVIe siècle, Louvain, Bibliothèque de l'Université, 1949, XVIII-222 p.
- José Ruysschaert, Les manuscrits de l'abbaye de Nonantola : table de concordance annotée et index des manuscrits, Cité du Vatican, Bibliothèque apostolique vaticane, coll. « Studi e testi (Biblioteca apostolica Vaticana) » (no 182 bis), 1955, 76 p.
- (it) José Ruysschaert, Libri manoscritti e stampati del Belgio nella Biblioteca Vaticano (secoli IX-XVII), Cité du Vatican, 1979, 47 p.
- José Ruysschaert, Les frères Andreoli relieurs des Chigi, Cité du Vatican, Bibliothèque apostolique vaticane, 1992, 18 p.